# 卡伊瓦納
47°42′16″N 25°58′10″E / 47.70444°N 25.96944°E

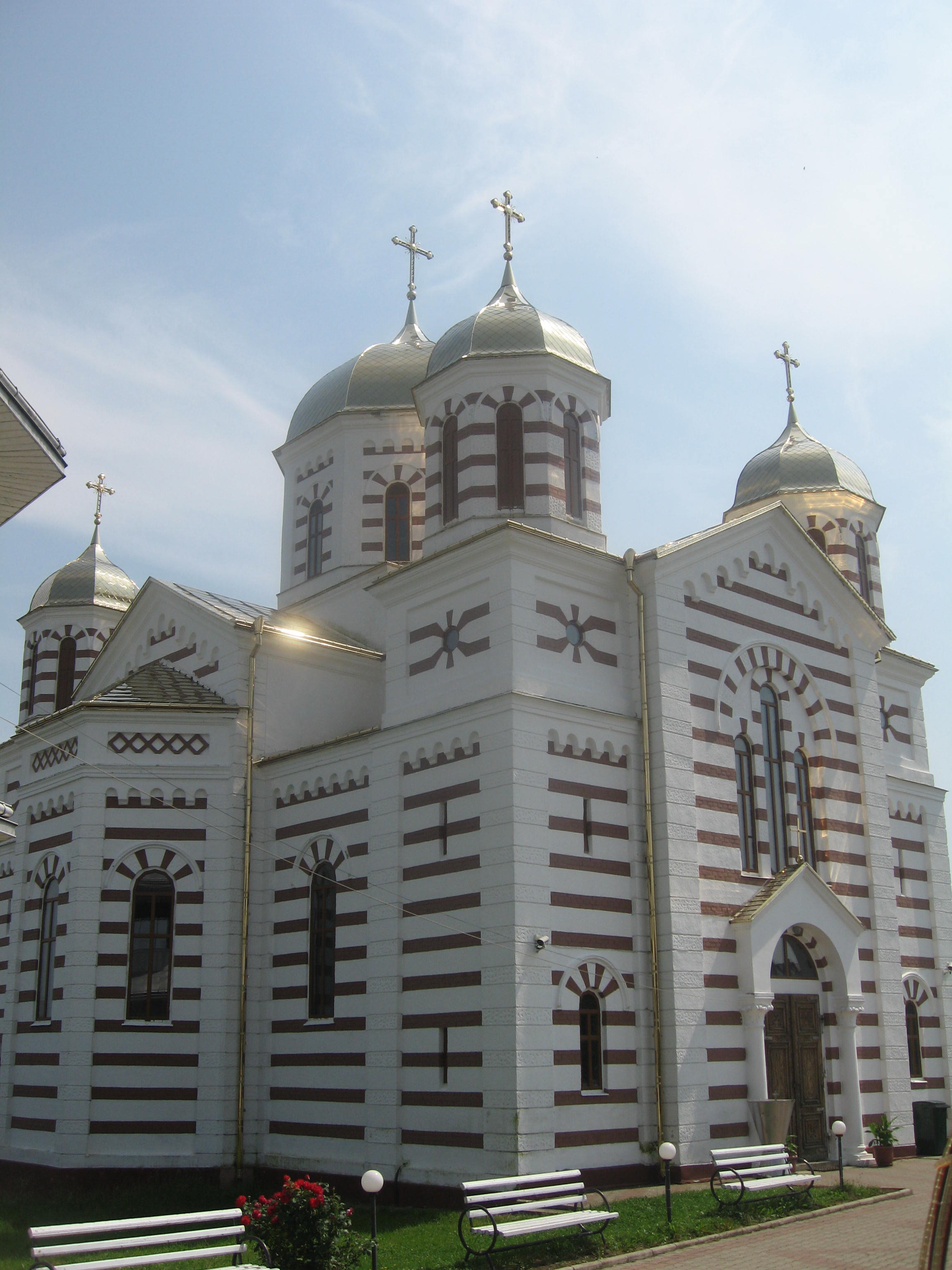

卡伊瓦納（羅馬尼亞語：Cajvana），是羅馬尼亞的城鎮，位於該國東北部，由蘇恰瓦縣負責管轄，面積25平方公里，海拔高度408米，2011年人口6,901，人口密度每平方公里278人。